# Matzlow-Garwitz
Matzlow-Garwitz war eine Gemeinde im Südwesten des Landkreises Parchim in Mecklenburg-Vorpommern (Deutschland). Sie bestand aus den beiden Ortsteilen Garwitz und Matzlow, die seit dem 7. Juni 2009 zur neu gebildeten Gemeinde Lewitzrand gehören.
Auf der Gemeindefläche von 18,46 km² lebten am 31. Dezember 2007 681 Einwohner. 

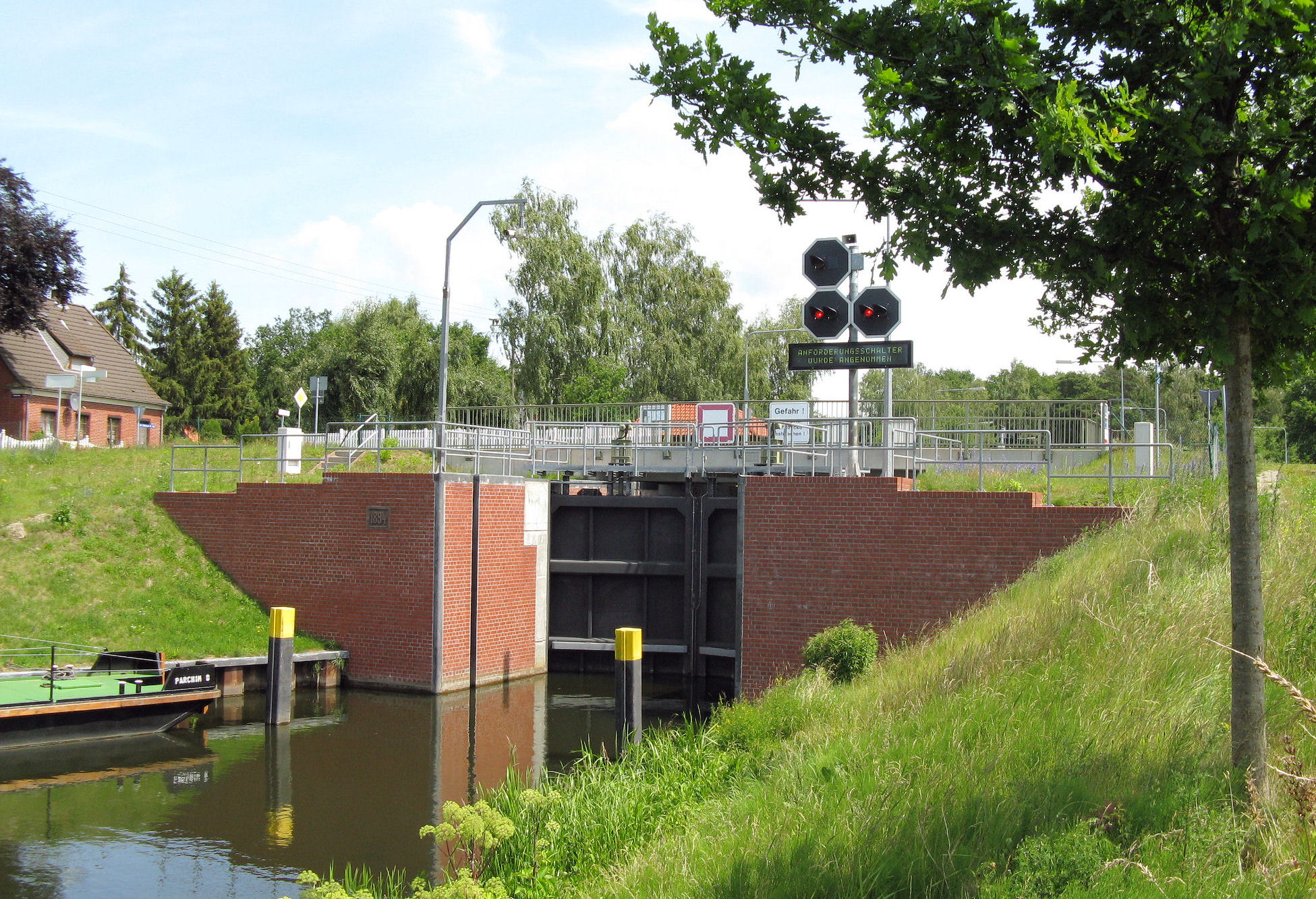
Schleuse in Garwitz

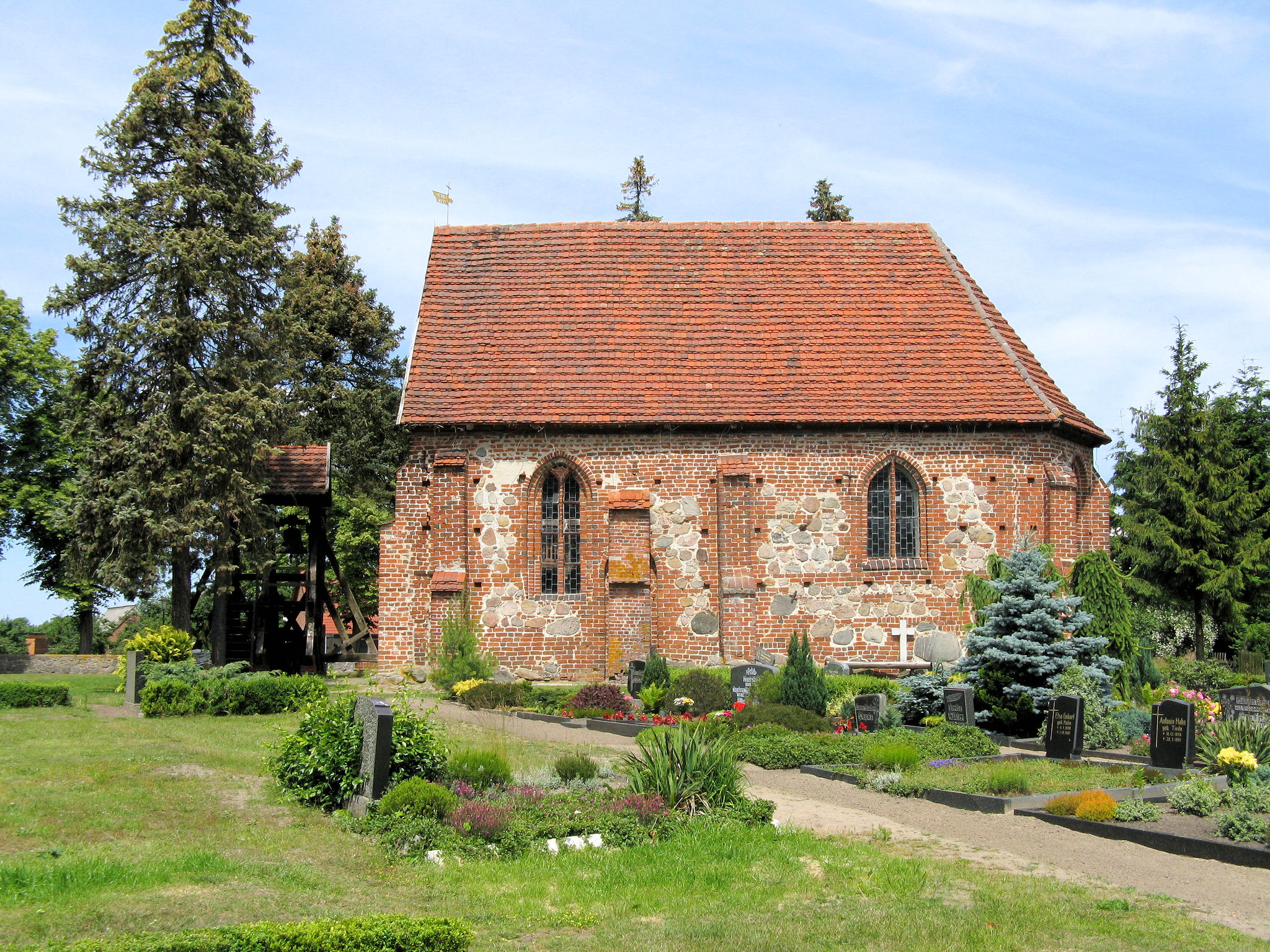
Dorfkirche Garwitz

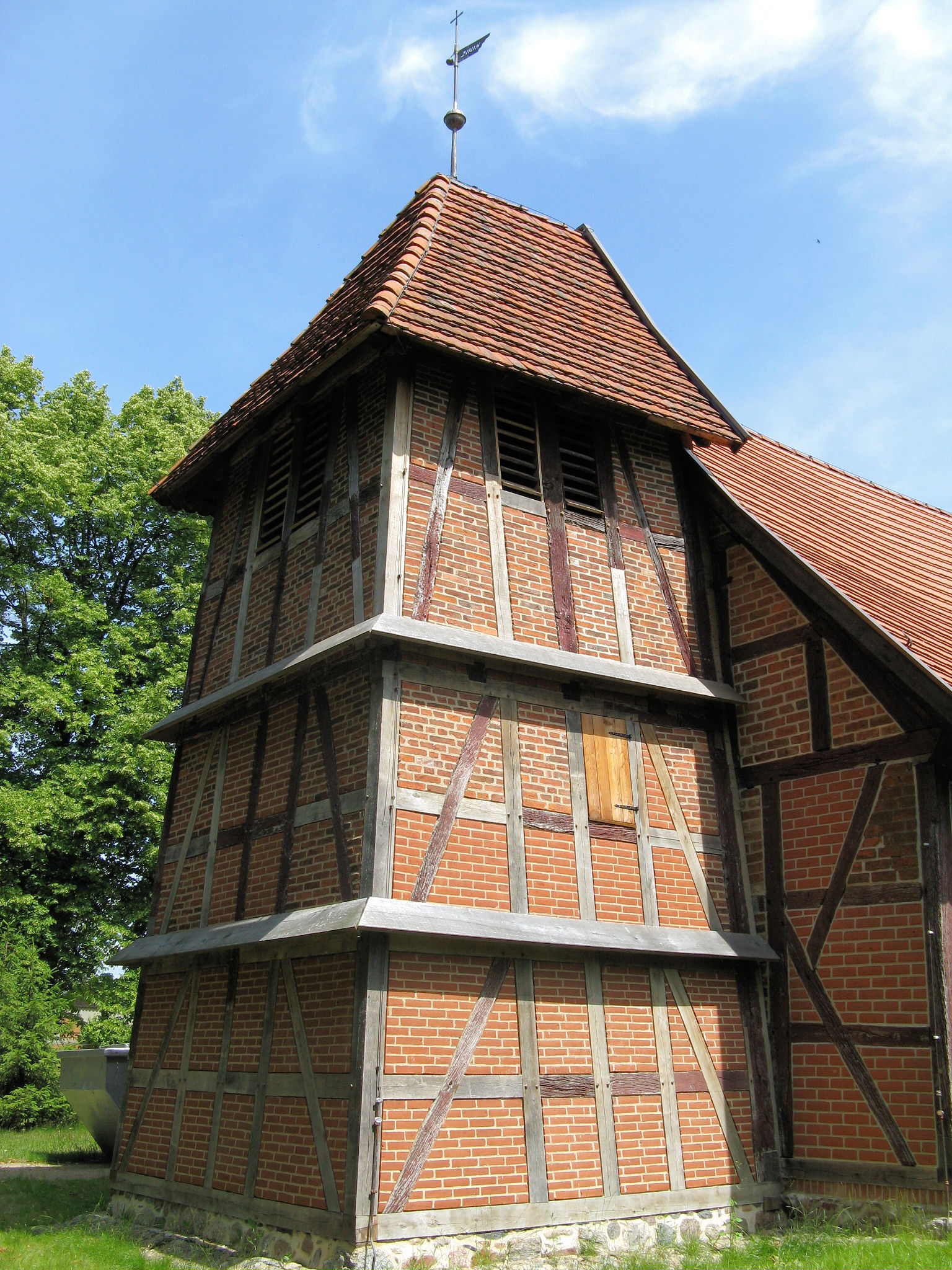
Dorfkirche Matzlow

## Geografie und Verkehr
Die ehemalige Gemeinde befindet sich in der flachen Eldeniederung rund elf Kilometer westlich von Parchim beidseits der Müritz-Elde-Wasserstraße und hat an dieser einen Wasserwanderrastplatz. Der Osten der ehemaligen Gemeinde ist bewaldet, während der Rest meist landwirtschaftlich genutzt wird.
Die Gemeinde lag nördlich der Bundesstraße 191. Die Bundesautobahn 24 ist über die Anschlussstelle Neustadt-Glewe erreichbar.

## Geschichte
Schon um 1230 hatte Garwitz wohl eine eigene Pfarre. 1275 erfolgte die erste urkundliche Erwähnung als Kirchdorf (damals als Gargeviz). Der Ort wurde nach seinem slawischen Lokator Garž benannt.
Nach 1300 erfolgte der Bau der gotischen Kirche am Ort. Im Jahr 1351 erfolgte die erste urkundliche Erwähnung des Ortes Matzlow (damals noch Maslowe). Wie auch Garwitz wurde der Ort nach seinem slawischen Lokator, in dem Fall Mačal, benannt.
1920 wurde Matzlow eine selbständige Gemeinde im Amt Neustadt. Am 4. Mai 1945 wurde die Eldebrücke von deutschen Truppen gesprengt. 1965 erfolgte die Vereinigung der Orte Matzlow und Garwitz bzw. die Gründung der Gemeinde Matzlow-Garwitz. Zeitgleich mit den Kommunalwahlen am 7. Juni 2009 schlossen sich die Gemeinden Matzlow-Garwitz, Raduhn und Klinken zur neuen Gemeinde Lewitzrand zusammen.

## Sehenswürdigkeiten
- gotische Kirche aus dem 14. Jahrhundert in Garwitz
- Fachwerkkirche aus dem Jahr 1789 in Matzlow mit interessanten Schnitzarbeiten
- Heimatstube
- Schleusenanlage